# Camponotus sanguinifrons
Camponotus sanguinifrons é uma espécie de inseto do gênero Camponotus, pertencente à família Formicidae.